# Sacra Famiglia con san Giovannino (Pontormo)
La Sacra Famiglia con san Giovannino è un dipinto a olio su tavola (120×99 cm) di Pontormo, databile al 1522-1523 circa e conservato nel Museo dell'Ermitage di San Pietroburgo.

## Storia
L'opera, rifebile alla fase giovanile dell'artista, è giunta al museo russo nel 1923 attraverso l'acquisto della collezione della contessa E. I. Mordvinova.
Ne esiste un disegno preparatorio nel Gabinetto dei Disegni e delle Stampe degli Uffizi.

## Descrizione e stile
Su uno sfondo scuro, Maria seduta presenta il Bambino allo spettatore. Egli, accovacciato tra le braccia della madre, solleva un cardellino, prefigurazione della sua passione. Ai lati emergono dal buio san Giuseppe, che si volta schivo di spalle, e uno sbarazzino san Giovannino. Maria, che premonisce il tragico destino del figlio, appare fredda e distante, con gli occhi quasi umidi di lacrime, a differenza dell'allegria che sprigionano i volti dei due bambini.
La scena mostra una rottura rispetto ai principi del Rinascimento per le contraddizioni interne: il Bambino e il volto della Madonna, ad esempio, sono costruiti in modo da farne risaltare il volume, ma il panneggio ha un disegno delle pieghe piatto, quasi inconsistente. Molto intenso è il contrasto tra i colori complementari del verde e del rosso nella veste di Maria, il primo in una tonalità petrolio, il secondo di un'intensità quasi satura.